# Robert Tessier
Robert Tessier (* 2. Juni 1934 in Lowell, Massachusetts; † 11. Oktober 1990 ebenda) war ein amerikanischer Schauspieler und Stuntman.

## Leben
Tessier diente im Koreakrieg als Fallschirmjäger. Er wurde mit dem Silver Star und dem Purple Heart ausgezeichnet.
Seine Fähigkeiten als Motorradfahrer brachten ihm 1967 seine erste Rolle in dem Film Engel der Hölle unter der Regie von Tom Laughlin ein. Tessier spielte dann in den Fernsehserien Magnum, Starsky & Hutch, Vegas, Spenser, Sledge Hammer! oder Ein Colt für alle Fälle mit. Wiederholt übernahm er in seinen Filmen und Serien die Rolle des Schurken.
Tessier starb 1990 an den Folgen einer Krebserkrankung. Er hinterließ seine Frau Diana Ivarson und einen gemeinsamen Sohn sowie fünf Kinder aus einer früheren Ehe.

## Filmografie

### Filme
- 1967: Engel der Hölle (The Born Losers)
- 1968: Wild Side Gang (The Glory Stompers)
- 1969: Run, Angel, Run
- 1969: Five the Hard Way
- 1969: The Babysitter
- 1970: Schrei, wenn wir verrecken! (Cry Blodd, Apache)
- 1971: Outlaw Riders
- 1971: The Jesus Trip
- 1971: The Velvet Vampire
- 1973: Irrsinn der Gewalt (Gentle Savage)
- 1974: Die härteste Meile (The Longest Yard)
- 1975: How Come Nobody’s on Our Side?
- 1975: Doc Savage – Der Mann aus Bronze (Doc Savage: The Man of Bronze)
- 1975: Ein stahlharter Mann (Hard Times)
- 1975: Nevada Pass (Breakheart Pass)
- 1977: Die Tiefe (The Deep)
- 1977: Ein anderer Mann, eine andere Frau (Un autre homme, une autre chance)
- 1977: Der letzte Mohikaner (Last of the Mohicans)
- 1978: Um Kopf und Kragen (Hooper)
- 1979: Star Crash – Sterne im Duell (Starcrash)
- 1979: Kaktus Jack (The Villain)
- 1979: Sechs Männer aus Stahl (Steel)
- 1980: Die große Keilerei (Battle Creek (Brawl) / The Big Brawl)
- 1981: Auf dem Highway ist die Hölle los (The Cannonball Run)
- 1982: Talon im Kampf gegen das Imperium (The Sword and the Sorcerer)
- 1983: Psycho-Killer (Double Exposure)
- 1984: Mission to Kill (The Fix)
- 1985: Angel kehrt zurück (Avenging Angel)
- 1985: Drei Engel auf der Todesinsel (The Lost Empire)
- 1987: Clint Harris – Mit dem Rücken zur Wand (No Safe Haven)
- 1989: Beverly Hills Brats
- 1989: Future Force
- 1989: Nightwish – Out of Control (Nightwish)
- 1989: One Man force – Ein Mann wie ein Tank (One Man Force)
- 1990: Fertilize the Blaspheming Bombshell
- 1991: Fists of Steel

### Fernsehen
- 1974: Kung Fu
- 1975: Unsere kleine Farm (Little House on the Prairie)
- 1978: Colorado Saga (Centennial)
- 1979: Starsky & Hutch (Starsky and Hutch)
- 1979: Hart aber herzlich (Hart to Hart, Max in Flammen, Folge 1x08)
- 1979: The Billion Dollar Threat
- 1979: Buck Rogers (Buck Rogers in the 25th Century) (zwei Episoden)
- 1980: Ein Duke kommt selten allein (The Dukes of Hazzard)
- 1980: Der unglaubliche Hulk (The Incredible Hulk)
- 1980: Vegas (Vega$)
- 1981: Fantasy Island
- 1981–1986: Ein Colt für alle Fälle (The Fall Guy) (vier Episoden)
- 1982: CHiPs
- 1983–1985: Das A-Team (The A-Team) (zwei Episoden)
- 1983: Ein Fall für Professor Chase (Manimal)
- 1983: The Rousters
- 1984: Magnum (Magnum, P.I.)
- 1985: Spenser (Spenser: For Hire)
- 1986: Unglaubliche Geschichten (Amazing Stories)
- 1987: Sledge Hammer!
- 1989: B.L. Stryker